# 天王町 (浜松市)
天王町（てんのうちょう）は静岡県浜松市中央区の町名。丁番を持たない単独町名である。住居表示未実施。

## 地理
浜松市中央区の東部、長上地区の中南部に位置する。東で下石田町、西で中田町、南で原島町・篠ケ瀬町・北島町、北で市野町及び小池町と接する。

### 河川
- 安間川

### 学区
- 浜松市立与進小学校
- 浜松市立与進中学校

## 歴史

### 沿革
- 1889年（明治22年）4月1日 - 町村制の施行により、長上郡天王村・天王新田村・下堀村が周辺の村と合併して長上郡天王村となる[WEB 7]。旧村名は天王村の大字として残る[書籍 1]。
- 1896年（明治29年）4月1日 - 郡制の施行により、天王村の所属郡が浜名郡に変更となる。
- 1927年（昭和2年）2月1日 – 天王村と市野村が合併し、長上村となる。
- 1954年（昭和29年）3月1日 – 長上村が浜松市に編入される。
- 1955年（昭和30年） - 大字天王新田の全域と大字天王・大字下堀の各一部を統合し、天王町が新設される[WEB 8]。
- 1993年（平成5年）9月2日 - 遠鉄ストア天王店（ピーワンプラザ天王内）が営業開始する。
- 2005年（平成17年）6月24日 - イオン浜松市野ショッピングセンターがオープンする。
- 2007年（平成19年）4月1日 - 浜松市が政令指定都市となる。天王町は東区の一部となる。
- 2011年（平成23年）3月1日 – イオン浜松市野SCがイオンモール浜松市野に名称変更する。
- 2024年（令和6年）1月1日 - 浜松市の行政区再編により、天王町は中央区の一部となる。

## 周辺施設
- 社会福祉法人聖隷福祉事業団 幼保連携型認定こども園 聖隷こども園 ひかりの子
- 学校法人相生学園 天王幼稚園
- 浜松市立与進小学校
- JAとぴあ浜松長上支店
- 延喜式 天王宮 大歳神社
- 浜松ホトニクス 天王製作所
- ビッグ富士 本社
- 桂建設 本社
- 大興金属 本社工場
- 大佑工業 本社
- イオンモール浜松市野
- ピーワンプラザ天王
  - 遠鉄ストア天王店
  - 杏林堂薬局ピーワンプラザ天王店
- エブリィビッグデー浜松笠井街道店
- フードマーケットマム天王店
- 杏林堂ドラッグストア天王店
- ドラッグストアコスモス天王店
- 医療法人社団緑生会天王病院
- apollostationセルフ天王SS（明石石油株式会社が運営）
- セブン-イレブン浜松天王町店
- ミニストップ浜松天王町店

## 交通

### バス
- 遠鉄バス73・75・76笠井線：（浜松駅 方面 - ）天王 - JA長上支店（ - 笠井上町 方面）
- 遠鉄バス74・77蒲線（浜松駅 方面 - ）遠鉄ストア天王店 - 天王病院 - イオンモール浜松市野（ - 笠井上町 方面）

### 道路
- 静岡県道45号天竜浜松線（笠井街道）
- 静岡県道296号熊小松天竜川停車場線

### 書籍
1. ↑  『浜松市史 三』浜松市役所、1980年3月26日、176頁。

### WEB
1. ↑  “h02_22.csv”.   総務省 (2022年2月10日). 2024年10月2日閲覧。
2. ↑  “chuouku_menseki.xlsx”.   浜松市 (2024年3月12日). 2024年10月8日閲覧。
3. ↑  “静岡県 浜松市中央区 天王町の郵便番号 - 日本郵便”.   日本郵便. 2025年2月15日閲覧。
4. ↑  “市外局番の一覧”.   総務省 (2022年3月1日). 2024年10月8日閲覧。
5. ↑  “事業所案内及び管轄地域（事務所3件、分室3件）”.   一般社団法人静岡県自動車会議所. 2024年10月8日閲覧。
6. ↑  “住居表示実施状況”.   浜松市 (2024年1月4日). 2024年6月10日閲覧。
7. ↑  “historyofcities.pdf”.   静岡県総務部合併推進室・財団法人静岡県市町村振興協会. 2024年9月24日閲覧。
8. ↑  “解説ページ”.   株式会社エア. 2024年10月8日閲覧。